# Storia LGBT in India

L'India ricoperta dai colori della bandiera arcobaleno

La storia LGBT in India ha origini antichissime risalenti al secondo millennio avanti Cristo e nel corso dei secoli le opinioni nei confronti di temi, persone e relazioni omo e/o transessuali hanno subito radicali cambiamenti, legati in grande misura al massiccio fenomenzo della colonizzazione e dell'invasione del sub-continente indiano. All'originale parziale tolleranza per l'omosessualità e la transessualità predicata dall'Induismo si andarono a sostituire infatti forme di discriminazione e persecuzione legale dettate dalla Sharia dopo la conquista islamica dell'India e dalle riforme legali apportate dai colonizzatori inglesi in materia, rimaste in vigore dal diciannovesimo al ventunesimo secolo.

## Nella storia antica
In quanto religione che ha profondamento influenzato la cultura e le tradizioni indiane, l'Induismo e i suoi testi sacri forniscono le prime informazioni su come persone e tamatiche che oggi vengono definiti LGBT fossero considerate nell'antichità. Al contrario dell'Antico testamento, i testi sacri dell'induismo discutono raramente dell'omosessualità e quando lo fanno ne parlano in termini generalmente neutri o solo vagamente ostili. La Ṛgveda Saṃhitā, uno dei quattro testi canonici dell'Induismo, ne accenna indirettamente quando afferma "Vikriti Evam Prakriti" (in sanscrito: विकृतिः एवम्‌ प्रकृति), che significa che ciò che sembra innaturale è in realtà naturale. Alcuni accademici hanno visto in questo verso un riconoscimento della dimensione omosessuale e transessuale dell'esistenza, ammessa quindi nell'ordine di ciò che è naturale. Il Kamasutra dedica un intero capitolo al sesso omosessuale e altre fonti storiche lasciano intendere che nell'antichità l'omosessuale non fosse discriminato, né che persone omosessuali venissero considerate inferiori.
Il Kamasutra accenna anche a persone femminili appartenenti a un terzo sesso, quello che viene ricordato come Hijra or Arvani, Aruvani o Jagappa, persone che si considerano transgender o transessuali.
L'antico trattata di scienze politiche Arthaśāstra menzione una vasta gamma di attività sessuali che, indipendentemente dal fatto che fossero compiute con un uomo e una donna, andassero punite, anche se lievemente. I rapporti omosessuali non erano sanzianati, ma trattati come un crimine minore, al contrario di altre attività eteresessuali punite più severamente. Il sesso lesbico tra due donne non più vergini veniva punito con una piccola multa, mentre un rapporto tra due uomini poteva essere punito con un bagno rituale da effettuare vestiti o con punizioni come una notte di digiuno o mangiare prodotti ricavati dalle vacche.
Nel Manusmriti, ci sono proposte per varie punizioni per il sesso omosessuale in certi casi (insieme anche al sesso eterosessuale). Una donna matura che faceva sesso con una ragazza vergine veniva punita con la rasatura della testa o il taglio di due dita, e veniva anche costretta a cavalcare un asino. Nel caso di sesso omosessuale maschile, il Manusmriti dettava quell'unione sessuale tra due persone (sia omosessuali che eterosessuali) in un carro trainato da buoi come fonte di contaminazione rituale..

## Nel medioevo e nella storia moderna

### Il sultanato di Delhi
Dopo l'invasione islamica e la formazione del sultanato di Delhi (1206) l'opinione sull'omosessualità in India cambiò, a causa della forte condanna ad essa prescritta dalla Sharia. Lo storico persiano Al-Biruni afferma che l'omosessualità e la pederastia fossero aspramente condannate dagli induisti, ma l'affermazione di Al-Biruni pare essere viziata dall'opinione che la sua religione, l'Islam, aveva sull'argomento. La disapprovazione dell'omosessualità crebbe durante il periodo del sultanato, anche se diverse fonti riportano che gli stessi sultani intrattenessero relazioni sentimentali e sessuali con altri uomini, a dispetto di quanto predicato dal Corano.

### L'impero Moghul
Nonostante l'impero Moghul fosse ancora di matrice profondamente musulmana, numerosi sono i riferimenti a temi LGBT nella letteratura e storiografia del tempo. Lo stesso Babur, fondatore della dinastia Mogol, scrive dei suoi desideri omoerotici per un adolescente nel suo libro di memorie Bāburnāma. La classe aristocratica del periodo Mogol era nota per intrattenersi in relazioni omoerotiche o nella pederastia, anche se queste tendevano ad essere più diffuse nell'Asia centrale più che India. Tuttavia esistono numerosi resoconti di rapporti tra uomini durante il periodo. Il governatore di Burhanpur fu ucciso da un giovane servo che si voleva difendere dalle sue profferte amorose, Sher Afgan Khan è stato protagonista di diverse avventure omoerotiche e il mistico Sarmad Kashani si infatuò profondamente di un adolescente induista di nome Abhai Chand, il cui padre permise ai due di intraprendere una relazione.
Nella poesia urdu del periodo medievale la parola "chapti" veniva usata per il sesso omosessuale (sia tra due uomini che tra due donni), mentre "amarad parast" veniva usato per coloro che praticavano la pederastia.
Il viaggiatore olandese Johan Stavorinus riporta una descrizione piuttosto cruda dell'omosessualità tra i Mogol del Bengala, affermando nel resoconto dei suoi viaggi che "il peccato di Sodoma non è solo universalmente praticato tra loro, ma si estende anche a rapporti bestiali con animali e, in particolare, con le pecore".

## Storia contemporanea

### La colonizzazione britannica e l'Impero ango-indiano
Dopo la colonizzazione britannica le attività sessuali "contro natura" ("against the order of nature"), che includevano i rapporti omosessuali, furono criminalizzata e perseguibile secondo la sezione 377 del codice penale indiano, entrano in vigore nel 1861. Redatto da Lord Thomas Macaulay, la sezione 377 sanciva che:
Non era la prima volta che dei colonizzatori portavano leggi omofobe in India: nell'India portoghese l'inquisizione di Goa rese la sodomia un reato capitale.

### Dopo l'indipendenza
La sezione 377 rimase in vigore anche dopo che l'India ottenne l'indipendenza nel 1947. Anche se un numero relativamente basso di condanne avvennero per l'infrazione della sezione 377 - nessuna tra il 1989 e il 2009 - l'Human Rights Watch ha fatto notare diverse volte che questo articolo discriminasse pesantemente non solo le persone omosessuali e transessuali, ma anche gli attivisti contro l'AIDS.
L'articolo 377 rimase in vigore fino al 2009, quando la decisione dell'Alta Corte di Delhi in Naz Foundation v. Govt. di NCT di Delhi deliberò che la sezione in questione fosse in netta contrapposizione con i diritti fondamentali che la Costituzione indiana prevede. Tuttavia, l'11 dicembre 2013 la Corte Suprema accantonò l'ordine dell'Altra Corte di Delhi e ricriminalizzò l'omosessualità in India. Dopo lunghe deliberazioni, il 6 settembre 2018 la Corte Suprema ha dichiarato all'unanimità che l'articolo 377 è incostituzionale, legalizzando a tutti gli effetti l'omosessualità in India. La Corte Suprema ha stabilito inoltre che la discriminazione sulla base dell'orientamento sessuale è proibita dalla Costituzione.
Nel 1977 Shakuntala Devi pubblicò il primo studio sull'omosessualità in India.
Dal 1994 gli Hijra hanno ottenuto il riconoscimento legale come "terzo sesso".
Nel 2008 Manvendra Singh Gohil è stata la prima persona di lignaggio reale nell'India moderna ad aver pubblicamente riconosciuto la propria omosessualità.